# Улица Филипа Кљајића (Сомбор)
| Улица Филипа Кљајића | Улица Филипа Кљајића |
| -------------------- | -------------------- |
|                      |                      |
| Почетак              | Улица 21. октобра    |
| Крај                 | Кљајићевачки пут     |
| Дужина               | око 1600 m           |
| Ширина               | 20 до 22 m           |
| Створена             |                      |
| Названа              |                      |
| Стари називи         | Сивачки пит          |
|                      |                      |
| Поглед на улицу      |                      |

Улица Филипа Кљајића  је једна од градских улица у Сомбору, седишту Западнобачког управног округа. Протеже се правцем који повезује Улицу 21. октобра и Улицу Кљајићевачки пут. Дужина улице је око 1600 м. 

## Име улице
Улица је у прошлости носила назив Сивачки пут.
Улица данас носи назив по Филипу Кљајићу (1913-1943), комунистичком револуционару, учеснику Народноослободилачке борбе и народном хероју Југославије. 

## Суседне улице
- Улица 21. октобра
- Улица Жарка Зрењанина
- Улица Вујадина Секулића
- Улица Светог Саве
- Улица Јосипа Панчића
- Улица Ивана Горана Ковачића
- Улица Призренска
- Улица Сивачки пут
- Улица Радивоја Ћирпанова
- Улица Иве Лоле Рибара
- Улица Јухаса Шандора
- Улица Улица Чихаш Бенеа
- Улица Ади Ендреа
- Улица Кљајићевачки пут

## Улицом Филипа Кљајића
Улица Филипа Кљајића је улица у којој се налази већи број продајних објеката, продавница, угоститељских објеката али је пре свега насељена улица са једноспратним, двоспратним кућама како старијом тако и новијом градњом. 

### Значајније институције у улици[3]
- Бензинска пумпа НИС Петрол - Сомбор 2
- Малопродајни објекат Идеа, на броју 38
- Вип Гроуп - продајно место Messer Tehnogas-a, на броју 65
- ЕуроАуто - продаја резервних делова за путничка и комерцијална возила, на броју 13
- Керамика Јовановић - продајни центар Сомбор
- Pro Team - транспорт и логистика
- Ауто електричар Бркић
- Бензинска пумпа Лукоил - Сомбор
- Царински реферат Сомбор
- Дакар Ауто - овлашћени продавац и сервисер Киа возила
- Дарком - велепродаја воћа и поврћа
- Grubex & G - продавница гума, уља и мазива, на броју 15
- Клуб Маxи, на броју 25
- Отворени универзитет Знање, на броју 27
- Ресторан Маћи, на броју 40
- Севертранс АД Сомбор
- Синагога маркет, на броју 49
- Стовариште огрева Шпановић